# 本那哇镇
本那哇镇是马来西亚柔佛州哥打丁宜县的一个鎮區。

## 歷史
本那哇鎮 (Bandar Penawar) 於1979年由柔佛登加拉發展局 (東南柔佛發展局) (KEJORA) 開發。

## 設施
- 柔佛登加拉發展局 (東南柔佛發展局)總部
- 本那哇镇公共圖書館
- 本那哇镇警察局
- 本那哇镇消防局
- 本那哇镇體育館

### 宗教
- 本那哇镇占美清真寺（Masjid Jamek Bandar Penawar）
- 神庙村[2]
- 凤山宫

### 教育
- 本那哇鎮國中
- 本那哇鎮宗教國中
- 哥打丁宜科學中學
- 本那哇鎮國小
- 本那哇鎮國小2校
- 本那哇鎮宗教學校
- 本那哇體育學校
- 馬拉職業學校
- 社區學院
- INSTEDT
- 國家青年技能學校

## 地理
該鎮面積約11.5平方公里。

## 交通
- 可乘座TransJohor公共巴士到哥打丁宜[4]。